# Igreja de Nossa Senhora da Vitória (Vila do Porto)

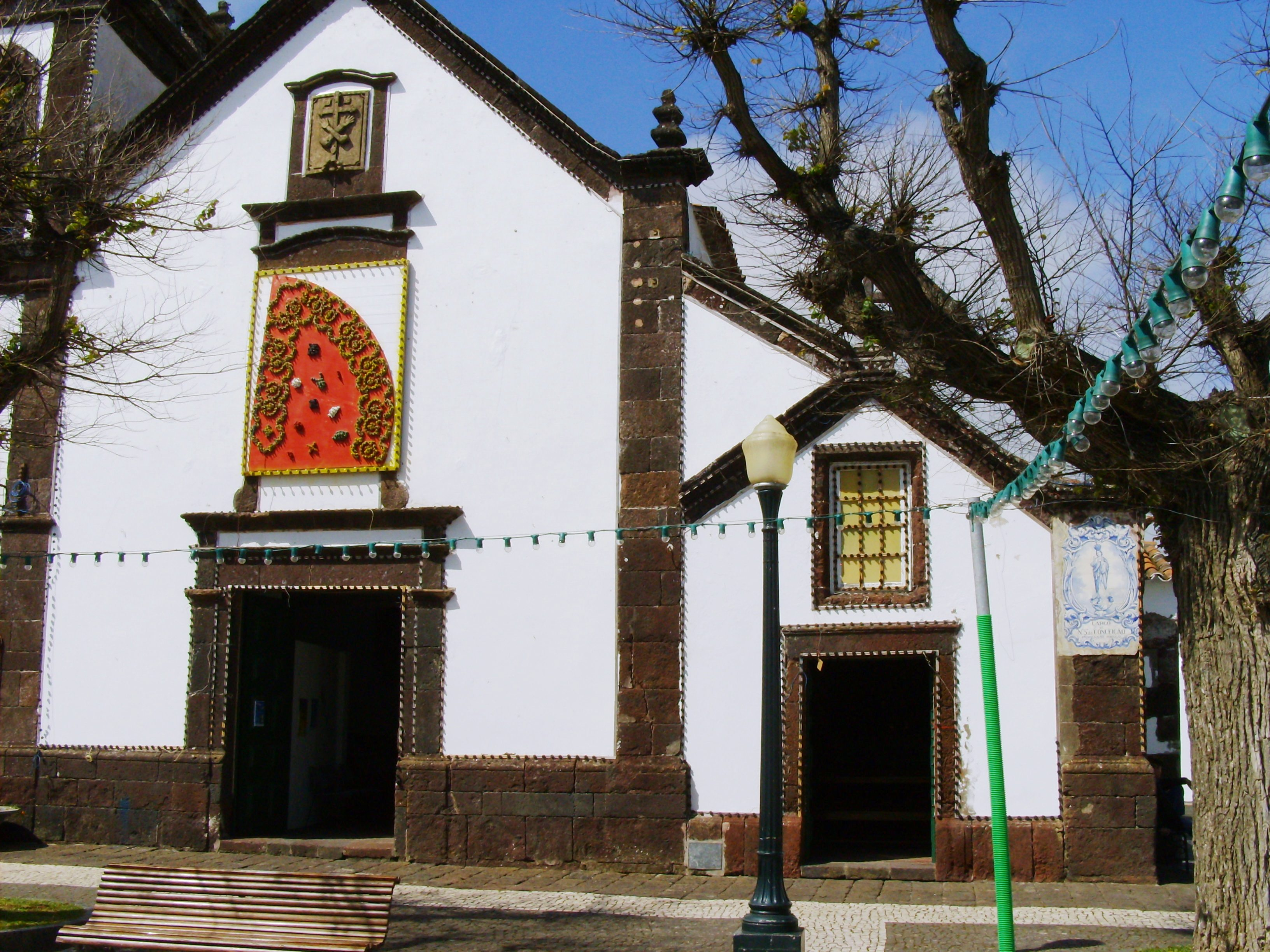
Igreja de N. Sra. da Conceição.

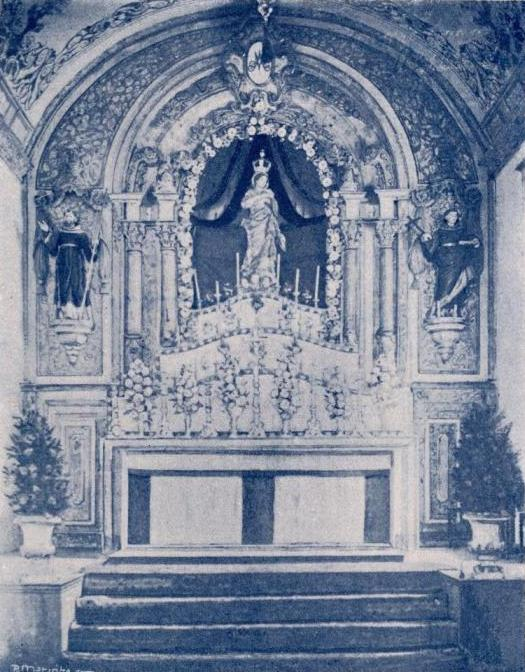
"Convento dos Franciscanos - Capella-Mór" (Álbum Açoriano, 1903): note-se a imagem da Senhora da Conceição.

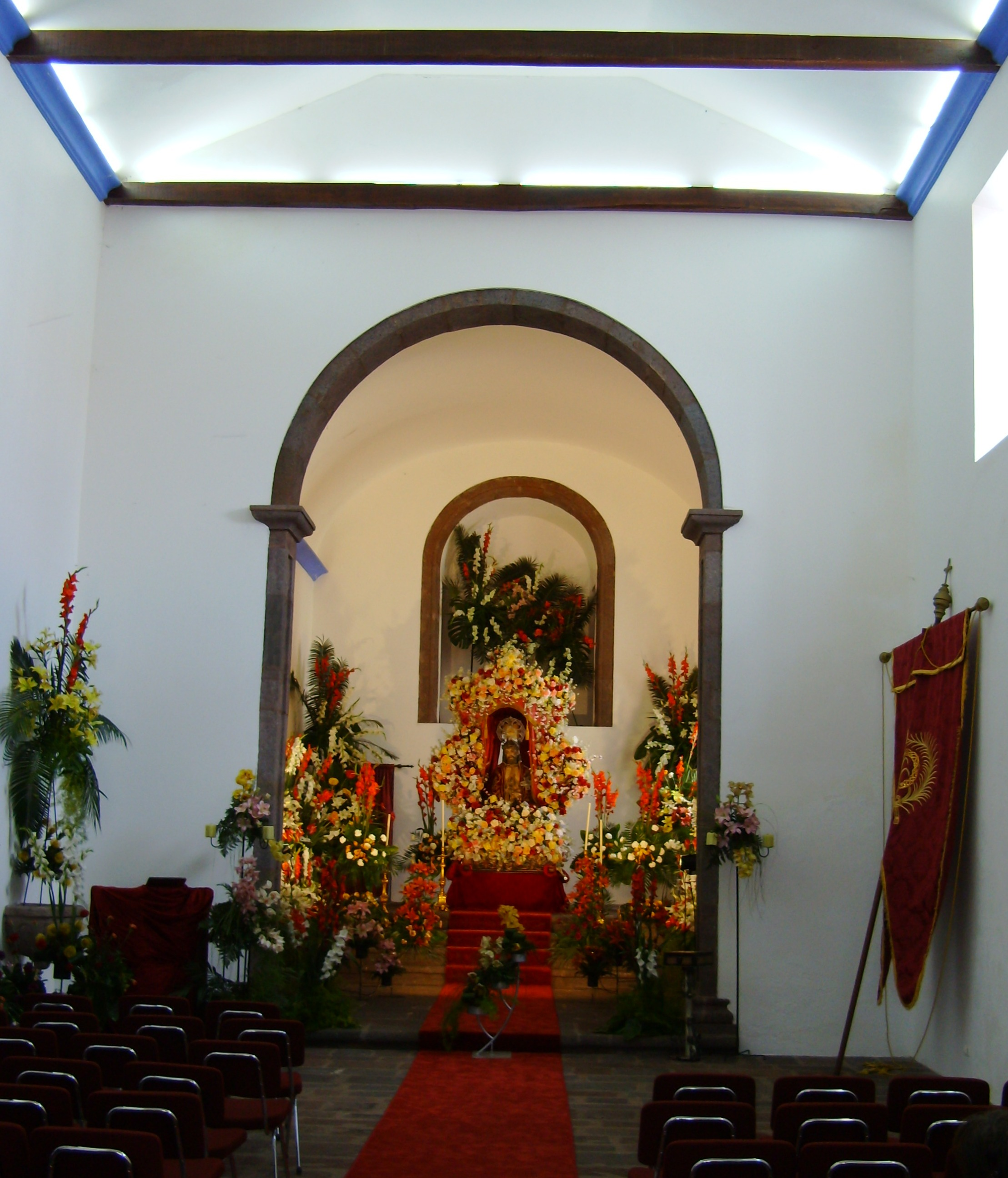
Igreja de N. Sra. da Conceição: aspecto do interior.

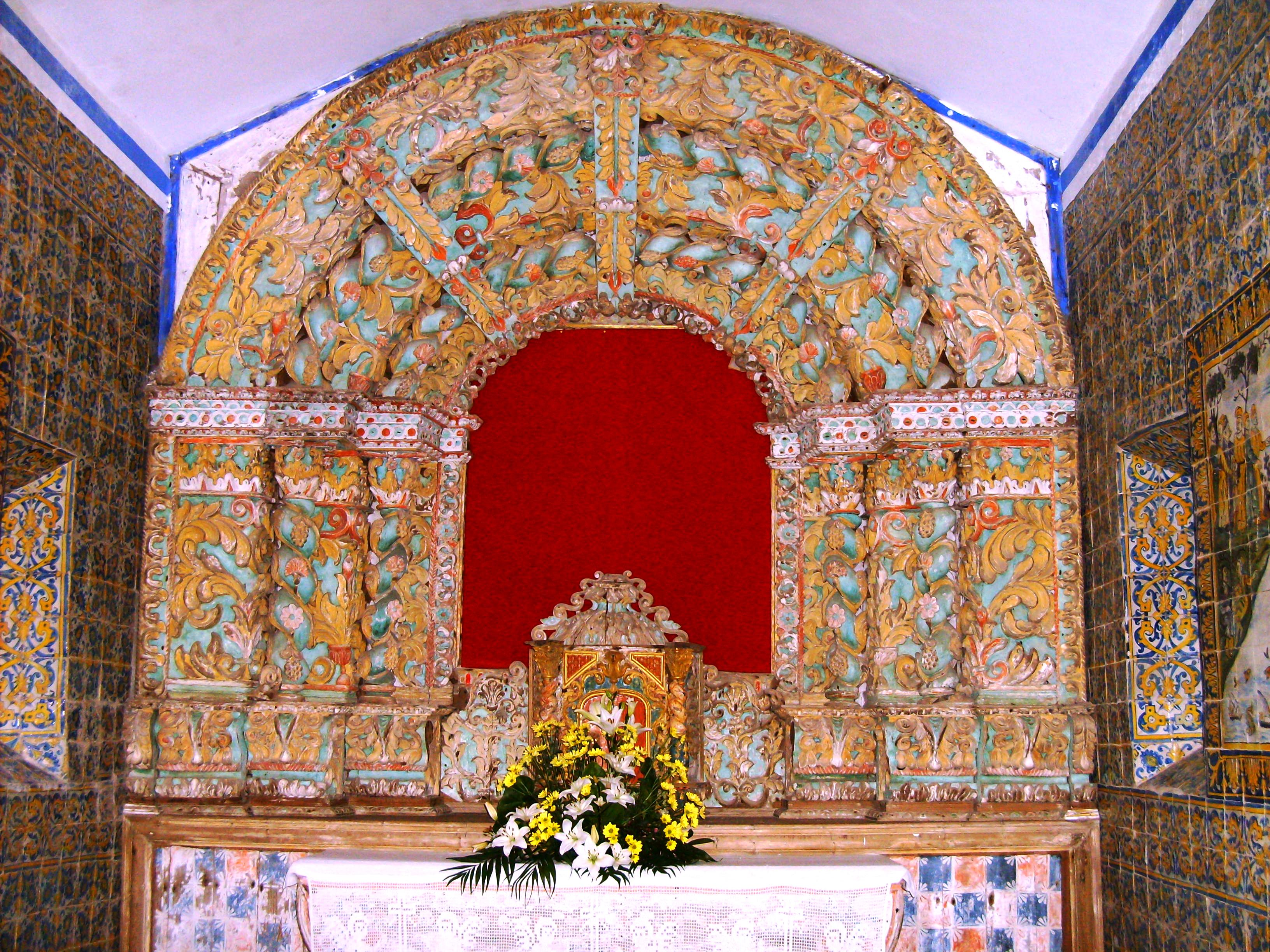
Capela de Santo António.

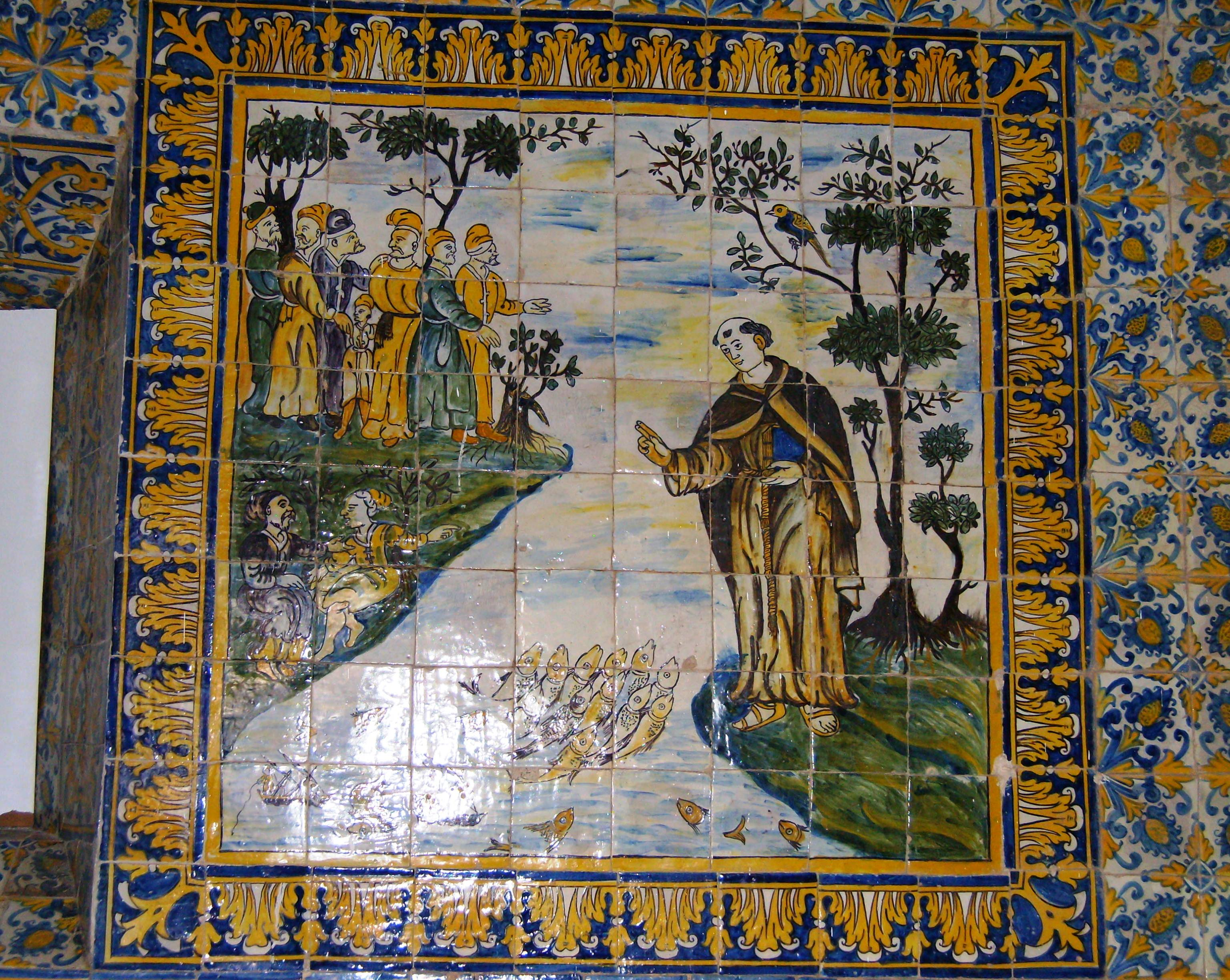
Santo António pregando aos peixes.

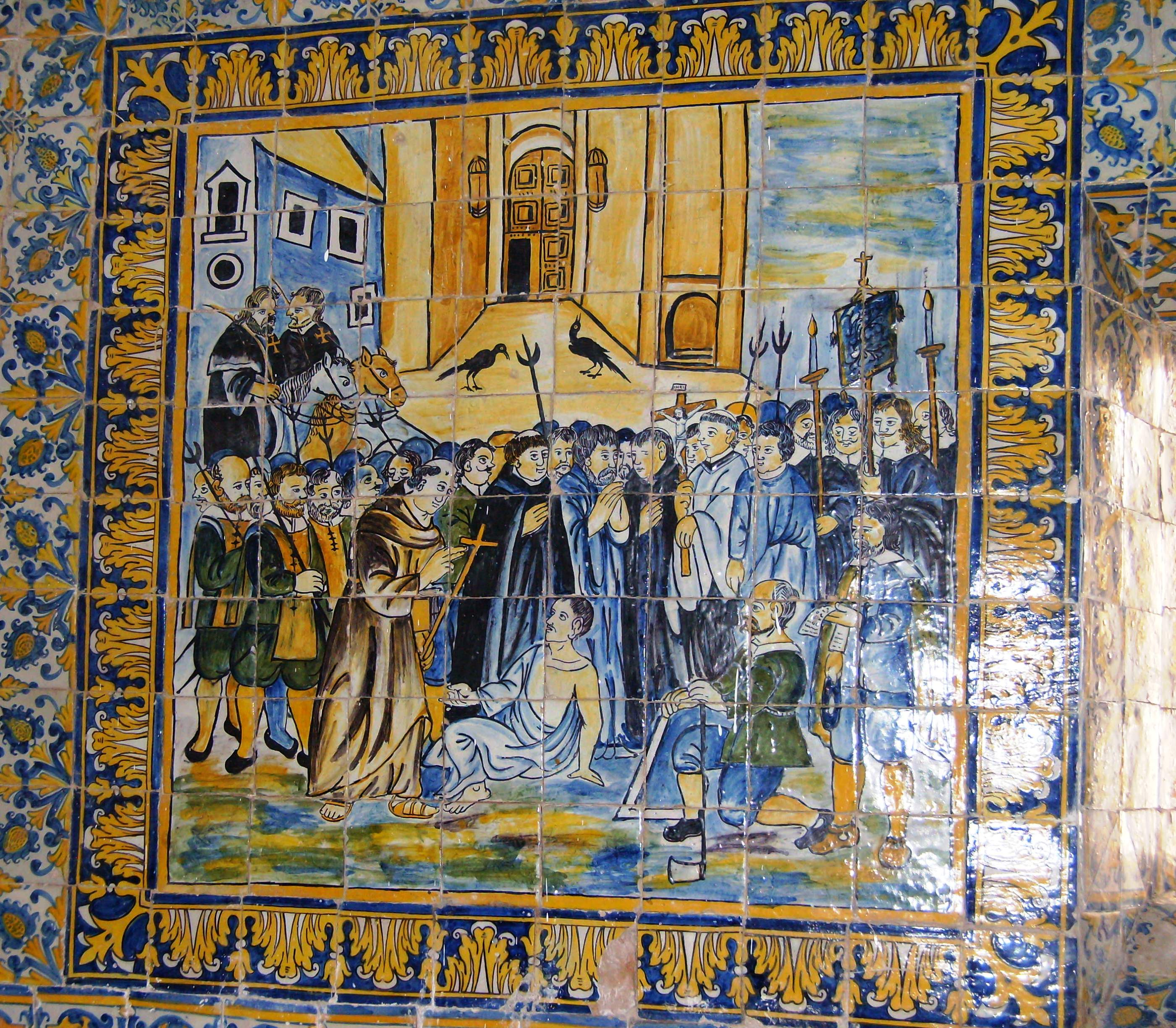
Santo António ressuscita um morto diante da Sé de Lisboa.

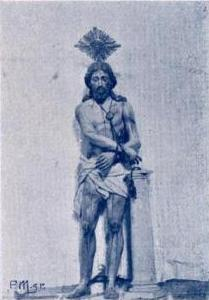
"Imagem do Senhor dos Terceiros" (Álbum Açoriano, 1903).

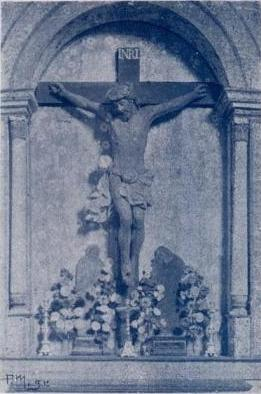
"Imagem do Senhor do Bom Fim" (Álbum Açoriano, 1903).

A Igreja de Nossa Senhora da Conceição, primitiva e ainda hoje popularmente denominada Igreja de Nossa Senhora da Vitória, localiza-se no largo de Nossa Senhora da Conceição, na freguesia da Vila do Porto, concelho da Vila do Porto, na Ilha de Santa Maria, nos Açores.

## História
Integrava o convento franciscano de Nossa Senhora da Vitória, cuja fundação foi aprovada em 1607. As obras do convento foram iniciadas a 27 de outubro desse mesmo ano, e o lançamento da pedra fundamental da igreja deu-se a 6 de março do ano seguinte (1608). A missa inaugural da igreja foi celebrada a 26 de março de 1609.
Do mesmo modo que o convento, a igreja foi saqueada pelos piratas da Barbária em 1616 e, novamente, em 1675.
Um escrito do padre Manuel Delgado Fragoso, dá conta de que o convento e a igreja foram edificados em 1725 por iniciativa de Frei Agostinho de São Francisco com esmolas suas e da população da ilha, conservando-se o sacrário, enquanto decorreram as obras, na capela do 2º capitão do donatário, João Soares de Albergaria (c. 1415 — 1499), onde então se celebraram os ofícios divinos. Por essa razão atribuía-se a Albergaria a fundação do convento, para o qual teria dado o terreno, dotando-o. Esse dote, entretanto, cessara em tempos remotos, não havendo mais memória da causa. Datam desta etapa construtiva a instalação dos valiosos paineis de azulejos na igreja.
No período de 1808 a 1822 o convento e a igreja foram ampliados, com recurso a esmolas dos marienses e de fiéis no Brasil, graças ao fervor de um frade micaelense: Frei Ignácio de Santa Maria. As obras foram dirigidas pelo padre-mestre Frei António de São João Evangelista.
É tradição que foi o referido Frei Ignácio quem adquiriu, na Itália e no Brasil, as imagens de Nossa Senhora da Conceição, do Senhor Jesus do Bonfim e do Senhor dos Terceiros que se veneravam nesta igreja, bem como a de Nossa Senhora da Vitória, orago da mesma igreja e que no alvorecer do século XX se venerava no altar-mor da Igreja Matriz de Vila do Porto onde substituiu a de Nossa Senhora da Assunção, que se queimou por ocasião de um incêndio na capela-mor da dita Matriz. Adquiriu ainda as imagens do Senhor Jesus dos Passos, venerada na Igreja da Misericórdia de Vila do Porto, vendida pelos frades à Irmandade daquela Misericórdia, e a de Nossa Senhora das Dores e a de Nossa Senhora da Piedade que se encontravam à época no Convento de São Francisco de Ponta Delgada, e que os frades deste roubaram quando vieram do Brasil, tendo por esse motivo havido demanda entre Frei Ignácio e estes frades.
COSTA (1955-56) informava que, à época, o templo encontrava-se devidamente restaurado.
O conjunto encontra-se classificado como Imóvel de Interesse Público pelo Decreto nº 251/70, de 31 de Julho de 1970.
Atualmente desconsagrada, o seu espaço é utilizado como espaço cultural.
Uma pintura sobre tela do acervo desta igreja, com o tema "São Francisco e as Almas", foi entregue à DRaC para restauro na década de 1980. Sem que o mesmo tivesse ocorrido desde então, foi localizada recentemente em 2010 e restaurada ao custo de 5 mil euros, coparticipados igualmente entre a Câmara Municipal de Vila do Porto e aquele órgão, encontrando-se (2011) em fase final de restauro para retorno à ilha, a ser depositada na Igreja Matriz de Vila do Porto.

## Características
Em alvenaria de pedra rebocada e caiada, a igreja apresenta planta rectangular com nave única e, actualmente, tecto de três esteiras. A capela-mor, de planta rectangular, apresenta cobertura em abóbada de berço abatido e um nicho com moldura de pedra na parede do fundo.
Na parede do lado direito da nave abre-se a Capela de Santo António, onde se destacam nas paredes laterais dois painéis figurativos de azulejos do século XVII, um representando a pregação de Santo António aos peixes, e outro, que lhe é fronteiro, o milagre da ressuscitação de um morto diante da Sé de Lisboa pelo mesmo santo. O fundo da capela é preenchido por um retábulo de talha pintada. Tanto o arco de comunicação da igreja com esta capela quanto o arco triunfal são de volta inteira.
Na mesma parede da igreja, à direita do arco de comunicação com a Capela de Santo António, encontra-se uma inscrição epigráfica: "CAPELA D / AS ALMAS Q FV / DOV O CAPITAÕ MA / NOEL CVRVELO DA / COSTA E SVA MER MA / IACOME. 1652."
Na parede oposta, existe um púlpito rectangular, com guarda de madeira (bilros) sobre consola de pedra. Na mesma parede vê-se ainda a porta do antigo coro-alto, um arco de volta inteira (possivelmentre destinado a um altar) e uma grande pia de água-benta.
Tanto nos pavimentos da Capela de Santo António quanto da capela-mor da igreja existem lajes numeradas, que atestam a existência de enterramentos no local.
No pavimento da capela-mor da igreja, são visíveis as inscrições epigráficas  da laje do túmulo  de D. José de Arlegui e Leoz , militar espanhol, que foi comandante do Esquadrão de Dragões de Luzon (Filipinas)  e  Governador das Ilhas Marianas (1786/1794).  
A fachada da igreja tem a porta axial, de verga recta, encimada por uma janela com verga curva. Ambos os vãos são encimados por pequenas cornijas na verga e por cornijas maiores um pouco mais acima. Por cima da janela situa-se ainda um relevo com o símbolo dos franciscanos enquadrado por uma pequena moldura com verga curva. As três molduras e as cornijas estão ligadas entre si pelo prolongamento das ombreiras da janela.
Pelo exterior, anexa, encontra-se a Capela dos Terceiros, onde se destaca a talha dourada que acolhe a imagem do Senhor Santo Cristo dos Milagres, cuja festa é aqui celebrada, anualmente, a 5 de junho.
Tanto a igreja como a Capela dos Terceiros são encimadas por cornijas que acompanham a inclinação das águas dos telhados, com pináculos nos extremos. As coberturas são predominantemente de duas águas, em telha de meia-cana tradicional, rematadas por beiral duplo.